# Alexander Iwanowitsch Wwedenski (Philosoph)

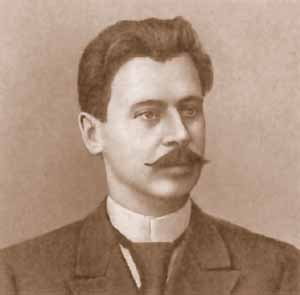
Alexander Iwanowitsch Wwedenski

Alexander Iwanowitsch Wwedenski (russisch Александр Иванович Введенский, wiss. Transliteration Aleksandr Ivanovič Vvedenskij; * 19.jul. / 31. März 1856greg. in Tambow; † 7. März 1925 in Leningrad) war ein russischer Philosoph und Psychologe.

## Leben und Wirken
Wwedenski gilt als bedeutender Neukantianer, der an der Universität Petrograd (heute Sankt Petersburg) wirkte. Seine Arbeiten (1,2) und andere sind der kritischen kantschen Erkenntnismethode gewidmet, die er zur einzig geeigneten Methode erklärte.  Andererseits sah er es als seine Aufgabe an, die Lehre von Kant unter Berücksichtigung der naturwissenschaftlichen Erkenntnisse des 19. Jahrhunderts fortzuentwickeln.
Er vertrat das Prinzip der Apriorität von Raum, Zeit und Kausalität. Er erklärte, „dass die Erkenntnis a priori einen größeren Grad von Gewissheit besitzt als die Erkenntnis a posteriori“ (1). Weiterhin war er der Ansicht, „dass die Prinzipien a priori logisch der Erfahrung vorangehen und als Bedingungen ihrer Möglichkeit fungieren“ (1).
Er vertrat den Standpunkt der Unerkennbarkeit der Seele, die allerdings die Quelle der Wahrnehmungen sei. Die Seele sei unsterblich. Das Seelenleben mit Hilfe der Introspektion zu beschreiben, sah er als Aufgabe der Psychologie an. Wwedenski erkannte die Willensfreiheit an, appellierte aber auch an die göttliche Vorsehung. Das Wissen über die Dinge würde nicht ihr Wesen erklären.
Die Auffassungen Wwedenskis im Rahmen des Neukantianismus wurden von Michail Iwanowitsch Karinski kritisiert.

## Werke
- (1) Versuch des Aufbaus einer Theorie der Materie auf den Prinzipien der kritischen Philosophie (russ.), 1888
- Lekzi po logike (Lektionen über Logik – Vorlesungen), 1891
- Woproci filosofi i psychologi (Fragen der Philosophie und  Psychologie), 1894
- Lekzi po logike (Lektionen über Logik – Vorlesungen), 1896
- Nowaja postanowka woproca o camostojatjelnocti schertypex figur sillogisma, 1897
- Russische Literatur über Kant aus den Jahren 1893 - 1895, 1897–1898, in: Kant-Studien 2,  Seite 349–353.
- Philosophische Essays (russ.), St. Petersburg 1901, Prag 1924
- Die Geschicke der Philosophie in Russland In: ebenda, Rede auf der ersten öffentlichen Sitzung der Philosophischen Gesellschaft am 31. Januar/12. Februar 1898 in der Kaiserlichen Universität von Sankt Petersburg
- Religioznoe obnovlenie,  2 Bände 1903–1904
- Logika, kak schast teori posnanija, 1909
- Logika dlja gimnasi c dopolnenijami dlja samoobrasowanija, 1910
- (2) Psychologie ohne jede Metaphysik (russ.), 1914